# Finnur Magnússon
Finnur Magnússon (dansk namnform Finn Magnusen), född 27 augusti 1781, död 24 december 1847, var en isländsk fornforskare och mytolog.
Finnur Magnússon avbröt som 25-åring sin då påbörjade juridiska bana i Reykjavik och ägnade sig därefter åt studier i fornnordisk litteratur och mytologi vid universitetet i Köpenhamn. Han blev här 1815 titulärprofessor och anställdes 1823 vid Gehejmearkivet, där han 1829 blev gehejmearkivarie. Han var representant för Island i Östiftens ständerförsamling och blev 1839 etatsråd. Finnur Magnússons vetenskapliga verksamhet gällde framförallt mytologin. I sitt största verk, Eddalæren og dens oprindelse (4 band, 1824-26), en för sin tid storartad systematisk framställning av fornnordisk mytologi, visade sig Finnur Magnússon starkt påverkad av den samtida naturmytologin, som tolkade mytens och sagans hjältar som personifierade naturmakter. I nära anslutning till detta verk stod Lexicon Mythologium (1828), ett lexikon i tre band baserat på Árni Magnússons exemplar av den äldre eddan. Hans tolkning av den blekingska Runamo-inskriften blev redan under hans samtid föremål för stark kritik. Bestående värde fick däremt den av Finnur Magnússon utgivna urkundssamlingen Grønlands historiske mindesmærker (3 band, 1838-45), vari allt känt arkivaliskt material angående Grönlands historia fram till år 1500 samlades och utgavs.

## Utmärkelser
- Professors namn,  1815[5]
- Riddare av Dannebrogorden,  1828[5]
- Dannebrogsmännens hederstecken,  1836[5]
- Etatsråd,  1839[5]

[Redigera Wikidata]